# Handré Pollard
Handré Pollard (* 11. März 1994 in Somerset West) ist ein südafrikanischer Rugby-Union-Spieler auf der Position des Verbindungshalbs. Er spielt für die südafrikanische Nationalmannschaft und für den Verein Leicester Tigers in der Gallagher Premiership. Seine größten Erfolge sind die Weltmeistertitel 2019 und 2023.

## Biografie

### Vereinskarriere
Pollard galt früh als großes Talent. Für die Western Province wurde er 2003 in die U-13-Auswahl berufen, später auch für die U-16- und U-18-Auswahl. 2013 berichteten Medien, dass er zu Beginn der Saison 2013 nach Gauteng zu den Blue Bulls aus Pretoria wechseln wird. Als Vorbereitung darauf spielte er für die UP Tuks, die Auswahl der Universität Pretoria, im Varsity Cup. In acht Spielen erzielte er 52 Punkte, was ihn zum zweitbesten Skorer des Wettbewerbs machte. Auch im Finale des Wettbewerbs spielte er eine wichtige Rolle: Mit fünf verwandelten Erhöhungen und einem Penalty steuerte er 17 Punkte zum 44:5-Sieg der UP Tuks bei, die damit ihren Titel aus Vorjahr verteidigten.
Sein Debüt für die Blue Bulls im Vodacom Cup hatte Pollard am 9. Mai 2013 in Kimberley gegen die Griquas. Er kam in der 62. Minute von der Ersatzbank und erzielte zwei Erhöhungen zum 40:32-Sieg. Nachdem er im Juni 2013 seinen Vertrag bis 2017 verlängert hatte, folgte zwei Monate später sein erstes Spiel im Currie Cup gegen die Sharks aus Durban. Für die Bulls, das Auswahlteam der Blue Bulls im internationalen Wettbewerb Super Rugby, lief er erstmals 2014 auf. Im August 2015 verlängerte Pollard seinen Vertrag mit den Blue Bulls bis zum Ende der Saison 2019. Von November 2015 bis Januar 2016 liehen ihn die Blue Bulls für drei Monate an den japanischen Erstligisten NTT DoCoMo Red Hurricanes aus.
Im Mai 2019 bestätigten die Blue Bulls, dass Pollard den Verein verlassen wird. Auf den Beginn der Saison 2019/20 hin wechselte er zum französischen Erstligisten Montpellier Hérault Rugby. Mit dieser Mannschaft erreichte er 2021 das Finale des European Rugby Challenge Cup, das mit einem 18:17-Sieg über die Leicester Tigers endete. Insgesamt blieben seine Leistungen in Frankreich jedoch unter den Erwartungen, sodass sein Vertrag 2021 wohl auslaufen und er nach Südafrika zurückkehren wird.
Im Dezember 2021 bestätigten die Leicester Tigers, dass sie Pollard bis zum Ende der Saison 2021/22 vom Top-14-Verein Montpellier verpflichtet hatten. Pollard kam nach dem Abgang von George Ford zu den Sale Sharks zu den Tigers. Pollard gab sein Debüt für Leicester als Ersatzspieler am 1. Oktober 2022 bei der 51:18-Niederlage gegen die Saracens. 

### Nationalmannschaft
2012 wurde Pollard in die südafrikanische U-18-Auswahl berufen. Im selben Jahr folgte die Nomination für die U-20-Nationalmannschaft, die an der Juniorenweltmeisterschaft auf heimischem Boden teilnahm. Obwohl Pollard im ersten Spiel gegen Irland nicht zum Einsatz kam, stand er in den restlichen Spielen in der Startformation und sicherte Südafrika den Einzug ins Finale. Auch beim 22:16-Finalsieg über den vierfachen Weltmeister Neuseeland war Pollard maßgeblich beteiligt, denn er verwandelte vier Penaltys und erzielte ein Dropgoal. Erstmals konnte Südafrika eine Junioren-WM für sich entscheiden. Pollard beendete den Wettbewerb mit 42 Punkten als viertbester Skorer des Turniers. Bei der Juniorenweltmeisterschaft 2013 in Frankreich gehörte Pollard erneut dem Kader der U-20-Nationalmannschaft an. Die Baby Boks scheiterten im Halbfinale mit 17:18 an Wales. Im Spiel um Platz drei gegen Neuseeland erzielte er einen Penalty und vier Erhöhungen, womit er entscheidend zum 41:34-Sieg beitrug.
Bei der Juniorenweltmeisterschaft 2014 in Neuseeland stand Pollard als Mannschaftskapitän im Einsatz. Zwar verloren die Südafrikaner das Finale gegen England knapp mit 20:21, doch Pollard erhielt die Auszeichnung als weltweit bester Nachwuchsspieler des Jahres. Eine Woche später wurde Pollard in den Kader der südafrikanischen Nationalmannschaft berufen, und zwar für das letzte Spiel der Mid-year Internationals 2014 gegen Schottland. Sein erstes Test Match bestritt er am 28. Juni 2014 in Port Elizabeth und trug fünf Erhöhungen sowie einen Penalty zum 55:6-Sieg der Springboks bei. Sein erster Einsatz im Rahmen der Rugby Championship folgte am 16. August 2014 in Pretoria beim 13:6-Sieg über Argentinien.
Pollard war bei der Weltmeisterschaft 2015 der jüngste Spieler der Springboks. Er kam in allen vier Vorrundenspielen und im Viertelfinale zum Einsatz. Bei der 18:20-Halbfinalniederlage gegen den späteren Neuseeland wurde er in der 65. Minute ausgewechselt, nachdem er fünf Penaltys verwertet hatte. Im Spiel um Platz drei war er am 34:13-Sieg über Argentinien beteiligt. Wegen eines Kreuzbandrisses im Februar 2016 musste er eine neunmonatige Pause einlegen. 2017 kehrte er in die Nationalmannschaft zurück und gewann mit ihr zwei Jahre später die Rugby Championship 2019. Bei der Weltmeisterschaft 2019 in Japan gehörte Pollard erneut zur Stammformation. Südafrika gewann den Titel zum dritten Mal und Pollard war der beste Skorer des Turniers. Nachdem er in der zweiten Minute des Finales gegen England einen Penalty verschossen hatte, verwandelte er in der Folge sechs Penaltys, verschoss einen achten, erhöhte dann aber zwei Versuche und erzielte damit insgesamt 22 Punkte; die Springboks siegten nicht zuletzt aufgrund seiner herausragenden Leistung mit 32:12. Während des Endspiels zog sich Pollard einen Augenhöhlenbruch zu; obwohl er das Spiel zu Ende spielte, musste er anschließend ins Krankenhaus eingeliefert werden. Dadurch verpasste er die ersten vier Tage der Feierlichkeiten seiner Mannschaft, konnte aber zu deren Abschluss in Kapstadt dazustoßen.